# Мирзо Турсунзаде (Шахринавский район)
Мирзо Турсунзаде (до 2013 г. — Октябрьский; тадж. Мирзо Турсунзода) — посёлок городского типа в Шахринавском районе Таджикистана. В посёлке расположена железнодорожная станция Чептура (на линии Кумкурган — Душанбе)
В 2013 году вместе с несколькими другими населёнными пунктами района Шахринав пгт Октябрьский в был переименован в пгт Мирзо Турсунзаде.
Статус посёлка городского типа с 1939 года. По данным БСЭ в Октябрьском действовали консервный завод, птицефабрика и хлопкозаготовительный пункт.

## Население
| 1959 | 1970 | 1979 | 1989 | 2013 | 2015 | 2018 | 2019 |
| ---- | ---- | ---- | ---- | ---- | ---- | ---- | ---- |
| 6175 | 8623 | 4351 | 5154 | 6400 | 6900 | 7500 | 7700 |
| 2020 | 2021 | 2022 |      |      |      |      |      |
| 7900 | 8700 | 8800 |      |      |      |      |      |